# Raphael Toledano
Pour les articles homonymes, voir Toledano (homonymie).
Raphael Toledano, né en 1980 à Strasbourg, est un médecin strasbourgeois qui se consacre depuis 2003 à l’étude historique des expériences médicales nazies menées pendant la Seconde Guerre mondiale en Alsace.

## Biographie
Raphael Toledano est né le 25 janvier 1980 à Strasbourg,,.

### Thèse
En décembre 2010, après 6 ans de recherches, Raphael Toledano soutient à Strasbourg sa thèse de doctorat en médecine sur les expérimentations menées au camp de Natzweiler-Struthof et au Camp de sûreté de Vorbruck-Schirmeck par le virologiste Eugen Haagen. Il identifie et publie pour la première fois le nom et la biographie des centaines de victimes des expériences sur le typhus (189 Roms déportés du KL Auschwitz), la fièvre jaune et la grippe menées par le virologiste nazi. Ces travaux seront récompensés de plusieurs prix (Prix Auschwitz 2011, 6ème Prix Véronique Dutriez, Prix de la Faculté de médecine de Strasbourg 2010, Prix Hubert Dayan 2011, Prix Charles Gutsch 2012).

### Collection de squelettes juifs
Le 6 juillet 2013, Raphael Toledano présente lors d'un colloque sur les expérimentations humaines nazies à l'Université d'Oxford Brookes une conférence sur les livraisons de cadavres à l'Institut d'anatomie d'August Hirt sous l'Annexion.
Le 1er décembre 2014, sort son film documentaire, coécrit et coréalisé avec Emmanuel Heyd, intitulé Le nom des 86 (produit par dora films), dans lequel est racontée l'histoire du projet d'August Hirt de créer une "collection de squelettes juifs" à l'Institut d'Anatomie de la Reichsuniversität Strassburg en parallèle de l'histoire de l'identification du nom des 86 victimes par l'historien allemand Hans-Joachim Lang.
Dans le cours de ses recherches, le Dr. Raphael Toledano retrouve une lettre au Dépôt central d'archives de la Justice militaire (situé à Le Blanc, Indre) prouvant l'existence de restes humains appartenant aux 86 victimes juives d'August Hirt et qui ont été conservés après-guerre à la Faculté de médecine de Strasbourg. Le 9 juillet 2015, ces restes des victimes conservés dans un bocal et des éprouvettes et dont les chercheurs écartaient jusqu’ici l’existence, sont retrouvés par le Dr Raphael Toledano (médecin, membre du conseil scientifique du Centre européen du résistant déporté (CERD)-Musée du Struthof) avec l'aide du Pr Jean-Sébastien Raul, dans le Musée de l’institut de médecine légale de Strasbourg. Cette découverte conduira l'Université à créer en 2016 une Commission chargée de vérifier ses collections.
En 2016, Raphael Toledano publie dans la revue Annals of Anatomy le résultat de ses recherches sur les livraisons de cadavres à l'Institut d'Anatomie de la Reichsuniversität Strassburg, identifiant et nommant 232 victimes (prisonniers de guerre soviétiques, résistants fusillés, patients) dont les corps furent livrés au Département d'Anatomie dirigé par August Hirt entre 1942 et 1944, en plus des 86 corps de déportés juifs destinés au projet de "collection de squelettes juifs" qui avaient été identifiés par Hans-Joachim Lang en 2003.

## Filmographie
- Emmanuel Heyd & Raphael Toledano, Le nom des 86[11], Dora Films, 2014 (Label "Images en bibliothèques" 2015).